# Nobuyo Ōyama
Nobuko Ōyama  (大山 のぶ代?, Ōyama Nobuyo), nome reale Nobuyo Yamashita (山下 羨代?, Yamashita Nobuyo), (Tokyo, 16 ottobre 1933 – Tokyo, 29 settembre 2024) è stata una doppiatrice giapponese.
Celebre doppiatrice di Doraemon, è la voce di Monokuma nella serie Danganronpa.